# Список російських офіцерів, що загинули під час вторгнення в Україну (2023)
Це список російських офіцерів, які були вбиті в боях під час вторгнення російських військ в Україну, яке розпочалося 24 лютого 2022 року. У переліку, який рекомендовано до висвітлення Мілітарі Медіа Центром (Military Media Center), поширено інформацію про загиблих окупантів, в тому числі стосовно вищого та старшого офіцерського складу, а також молодших офіцерів та інших вбитих військовослужбовців, які були нагороджені званням «Герой Російської Федерації» в період від 1 січня до 31 грудня 2023 року.
Станом на 15 грудня 2023 року російська служба BBC у співпраці з інтернет-ЗМІ «Медиазона» встановила імена щонайменш 2900 російських офіцерів, які були вбиті за весь час повномасштабного вторгнення (в тому числі 7 генералів, 94 полковники, 230 підполковників, 1 капітан 1-го рангу, 2 капітани 2-го рангу).

## Вищі офіцери

### Генерал-лейтенанти/віцеадмірали
| № | Світлина / Емблема | Прізвище, ім'я, по батькові | Звання            | Посада / підрозділ                                  | Участь в інших війнах                                                                              | Дата загибелі          | Місце загибелі                            | Примітки                                                                                          |
| 1 |                    | Цоков Олег Юрійович         | генерал-лейтенант | заступник командувача Південного військового округу | - Перша чеченська війна - Друга чеченська війна - Анексія Криму (2014) - Інтервенція Росії в Сирію | 11 липня 2023 (51 рік) | м. Бердянськ, Запорізька область, Україна | Нагороджений трьома орденами Мужності Посмертно нагороджений званням «Герой Російської Федерації» |

### Генерал-майори/контрадмірали
| № | Світлина / Емблема | Прізвище, ім'я, по батькові     | Звання                            | Посада / підрозділ                                                              | Участь в інших війнах                                                      | Дата загибелі                | Місце загибелі                                 | Примітки                                                              |
| 1 |                    | Ульянов Дмитро Олександрович    | генерал-майор ПДВ у відставці     | командир полку, сформованого з мобілізованих в Татарстані (РФ)                  | - Перша чеченська війна - Анексія Криму (2014) - Інтервенція Росії в Сирію | 6 лютого 2023 (42 роки)      |                                                | Нагороджений орденом Мужності                                         |
| 2 |                    | Горячев Сергій Володимирович    | генерал-майор                     | начальник штабу-перший заступник командувача 35-ї загальновійськової армії (РФ) | - Друга чеченська війна                                                    | 12 червня 2023 (52 роки)     | м. Приморськ, Запорізька область, Україна      | Нагороджений орденом Мужності                                         |
| 3 |                    | Завадський Володимир Васильович | генерал-майор                     | заступник командувача 14-го армійського корпусу, ОСК «Північний флот» (РФ)      | Інтервенція Росії в Сирію                                                  | 28 листопада 2023 (45 років) | поблизу с. Кринки, Херсонська область, Україна | Нагороджений орденом Мужності                                         |
| 4 |                    | Трифонов Ігор Юрійович          | генерал-майор поліції у відставці | доброволець, (підрозділ — не встановлено)                                       |                                                                            | 12 грудня 2023 (55 років)    |                                                | колишній начальник УМВС Єкатеринбурга, засуджений за отримання хабаря |

## Старші офіцери

### Полковники/капітани 1-го рангу
| №  | Світлина / Емблема | Прізвище, ім'я, по батькові     | Звання                                   | Посада / підрозділ | Участь в інших війнах | Дата загибелі               | Місце загибелі                                                      | Примітки |
| 1  |                    | Коновалов Валентин Миколайович  | полковник ВДВ у відставці                | найманець ПВК «Вагнер» | Анексія Криму (2014) | 28 січня 2023 (50 років)    |                                                                     | |
| 2  |                    | Поляков Сергій Юрійович         | полковник                                | командир 14-ї окремої бригади спеціального призначення | Збройний конфлікт на Північному Кавказі Інтервенція Росії в Сирію Війна на сході України Операція ОДКБ в Казахстані                        | 2 лютого 2023 (47 років)    | поблизу м. Вугледар, Донецька область                               | Нагороджений орденом Мужності та званням «Герой Російської Федерації» (посмертно)                                                         |
| 3  |                    | Суворов Ігор Леонідович         | полковник                                | (посада — не встановлена), 51-й парашутно-десантний полк | | 3 лютого 2023 (56 років)    | поблизу м. Валуйки, Бєлгородська область, Росія                     | |
| 4  |                    | Ліпатов Олексій Володимирович   | полковник запасу                         | мобілізований, (підрозділ — не встановлено) | | 2 березня 2023              |                                                                     | |
| 5  |                    | Грачов Сергій Вікторович        | полковник                                | командир комендантського полку 2-го армійського корпусу ЛНР | Війна на сході України | 16 березня 2023 (58 років)  |                                                                     | |
| 6  |                    | Бабошин Андрій Олександрович    | полковник                                | (посада — не встановлена), ЦСП ФСБ РФ «Альфа» | Друга чеченська війна | 26 березня 2023 (45 років)  |                                                                     | |
| 7  |                    | Соколов Дмитро Вікторович       | полковник                                | заступник начальника з озброєння та техніки, МВС т. з. «ДНР» | Війна на сході України | 27 березня 2023 (53 роки)   | м. Донецьк                                                          | |
| 8  |                    | Бордюг Олександр Сергійович     | полковник ФСБ у відставці                | найманець ПВК «Вагнер» | Збройний конфлікт на Північному Кавказі | 22 квітня 2023              | м. Бахмут                                                           | Нагороджений орденом Мужності (посмертно)                                                                                                 |
| 9  |                    | Міщенко Олександр Сергійович    | полковник поліції                        | заступник начальника окупаційного УМВС "Мелітопольсьске" | | 27 квітня 2023 (42 роки)    | Мелітополь                                                          | нагороджений орденом Мужності (посмертно)                                                                                                 |
| 10 |                    | Магомедов Магомед Зубаїрович    | полковник                                | доброволець, (підрозділ — не встановлено) | | 29 квітня 2023 (52 роки)    |                                                                     | Нагороджений орденом Мужності (посмертно)                                                                                                 |
| 11 |                    | Нестеров В’ячеслав Юрійович     | полковник                                | начальник 11-ї регіональної військової автомобільної інспекції Західного військового округу                                                                                    | Війна на сході України | 9 травня 2023 (51 рік)      |                                                                     | |
| 12 |                    | Тихно Євген Вікторович          | полковник                                | начальник штабу 4-ї мотострілецької бригади | Інтервенція Росії в Сирію | 12 травня 2023 (41 рік)     | Кліщіївка                                                           | |
| 13 |                    | Макаров В'ячеслав Володимирович | полковник                                | командир 4-ї мотострілецької бригади | - Війна на сході України - Інтервенція Росії в Сирію                                                                                       | 13 травня 2023 (44 роки)    | Іванівське                                                          | Нагороджений орденом Мужності і званням «Герой Російської Федерації» (посмертно)                                                          |
| 14 |                    | Бровко Євген Анатолійович       | полковник                                | заступник командира 2-го армійського корпусу «ЛНР» з військово-політичної роботи                                                                                               | - Війна на сході України - Інтервенція Росії в Сирію                                                                                       | 13 травня 2023 (43 роки)    | поблизу м. Бахмут, Донецька область                                 | Нагороджений званням «Герой Російської Федерації» (посмертно)                                                                             |
| 15 |                    | Козеєчев Андрій Володимирович   | полковник                                | заступник начальника відділу, ЦСП ФСБ РФ «Альфа» | - Збройний конфлікт на Північному Кавказі - Інтервенція Росії в Сирію                                                                      | 23 травня 2023 (46 років)   |                                                                     | Нагороджений орденом Мужності (посмертно)                                                                                                 |
| 16 |                    | Харламов Максим Володимирович   | полковник                                | командир 96-ї окремої розвідувальної бригади (РФ), начальник Нижегородського гарнізону (РФ)                                                                                    | Війна на сході України | 4 червня 2023               |                                                                     | |
| 17 |                    | Стесєв Андрій Васильович        | полковник гвардії                        | старший оперативного угруповання «Бєлгород» | Грузинсько-абхазький конфлікт Югославські війни Перша чеченська війна Друга чеченська війна Анексія Криму (2014) Інтервенція Росії в Сирію | 4 червня 2023 (52 роки)     | с. Нова Таволжанка, Шебекінський район, Бєлгородська область, Росія | |
| 18 |                    | Кузнєцов Володимир Вікторович   | полковник                                | командир 1009-го мотострілецького полку | | 4 червня 2023 (55 років)    | с. Нова Таволжанка, Шебекінський район, Бєлгородська область, Росія | Нагороджений орденом Мужності (посмертно)                                                                                                 |
| 19 |                    | Постовалов Сергій Олександрович | полковник поліції                        | начальник ГУ МВС по Херсонській області | | 10 червня 2023 (53 роки)    | Арабатська Стрілка, Генічеський район, Херсонська область           | |
| 20 |                    | Буянов Денис Олександрович      | полковник                                | командир 237-го танкового полку, 3-тя мотострілецька дивізія | Інтервенція Росії в Сирію | 10 червня 2023              |                                                                     | Двічі нагороджений орденом Мужності (вдруге посмертно)                                                                                    |
| 21 |                    | Писаренко Євген Валерійович     | полковник поліції                        | командир загону спецпризначення «Ахмат» | Збройний конфлікт на Північному Кавказі | 2 липня 2023 (39 років)     | Донецька область                                                    | |
| 22 |                    | Болотнов Прохор Олексійович     | полковник                                | (посада — не встановлена), 25-й полк радіаційного, хімічного та біологічного захисту                                                                                           | | 2 липня 2023 (37 років)     |                                                                     | |
| 23 |                    | Горін Олександр Володимирович   | полковник                                | командир 85-ї окремої мотострілецької бригади | Анексія Криму (2014) | 14 липня 2023 (45 років)    | м. Бердянськ, Запорізька область                                    | колишній командир 382-го окремого батальйону морської піхоти 810-ї окремої бригади морської піхоти ЧФ РФ (2014)                           |
| 24 |                    | Вашунін Євген Олександрович     | полковник                                | командир 1486-го гвардійського мотострілецького полку ЗС РФ | Війна на сході України | 14 липня 2023 (47 років)    |                                                                     | Нагороджений званням «Герой Російської Федерації»                                                                                         |
| 25 |                    | Іванов Денис Євгенович          | полковник                                | командир 123-ї окремої мотострілецької бригади | Війна на сході України | 18 липня 2023 (42 роки)     | Луганська область                                                   | Нагороджений званням «Герой Луганської Народної Республіки» та званням «Герой Російської Федерації» (посмертно)                           |
| 26 |                    | Назаров Роман Олександрович     | полковник                                | (посада — не встановлена), 1-й армійський корпус ДНР | Друга чеченська війна | 18 липня 2023 (45 років)    | Херсонська область                                                  | |
| 27 |                    | Табачников Віталій Віталійович  | полковник                                | пілот Ка-52, командир 112-го окремого вертолітного полку | Інтервенція Росії в Сирію | 25 липня 2023 (47 років)    |                                                                     | Нагороджений орденом Мужності і званням «Герой Російської Федерації» (посмертно)                                                          |
| 28 |                    | Гуров Вадим Євгенович           | полковник                                | командир Майкопського навчального авіаполку | Інтервенція Росії в Сирію | 14 серпня 2023 (50 років)   | Краснодарський край                                                 | загинув в авіакатастрофі |
| 29 |                    | Кочетков Володимир Геннадійович | полковник                                | командир 1232-го мотострілецького полку | | 17 серпня 2023 (52 роки)    |                                                                     | |
| 30 |                    | Колпаков Андрій Валерійович     | полковник                                | командир 85-ї окремої мотострілецької бригади | Анексія Криму (2014) | 8 вересня 2023 (42 роки)    |                                                                     | Нагороджений двома орденами Мужності, медаллю Суворова та званням «Герой Російської Федерації» (посмертно)                                |
| 31 |                    | Мейтханов Алі Таліфович         | полковник запасу                         | заступник командира козацької бригади «Терек» із озброєння | | 9 вересня 2023 (52 роки)    | поблизу м. Соледар, Донецька область                                | |
| 32 |                    | Кондрашкін Андрій Володимирович | полковник                                | командир 31-ї окремої гвардійської десантно-штурмової бригади | Збройний конфлікт на Північному Кавказі Бої за Іловайськ Інтервенція Росії в Сирію                                                         | 16 вересня 2023 (44 роки)   | поблизу м. Бахмут                                                   | Нагороджений орденом Мужності і званням «Герой Російської Федерації» (посмертно)                                                          |
| 33 |                    | Петраш Валерій Петрович         | полковник                                | начальник ППО 7-ї гвардійської десантно-штурмової дивізії (гірської) | | 19 вересня 2023 (46 років)  |                                                                     | |
| 34 |                    | Осичкін Олег Олександрович      | полковник                                | начальник зв'язку 7-ї гвардійської десантно-штурмової дивізії (гірської) | Інтервенція Росії в Сирію | 19 вересня 2023 (45 років)  |                                                                     | |
| 35 |                    | Шевченко Ігор Володимирович     | полковник                                | начальник кафедри ППО Військової академії імені М. В. Фрунзе | Інтервенція Росії в Сирію | 19 вересня 2023 (56 років)  |                                                                     | |
| 36 |                    | Ганін Дмитро Сергійович         | полковник                                | заступник начальника служби – начальник відділу служби РЕБ 36-ї загальновійської армії                                                                                         | | 2 жовтня 2023 (44 роки)     |                                                                     | |
| 37 |                    | Передерій Віктор Анатолійович   | полковник юстиції                        | співробітник Судово-експертного центру СК Росії | | 18 жовтня 2023 (46 років)   |                                                                     | |
| 38 |                    | Лісов Денис Миколайович         | полковник                                | начальник навчального центру підготовки молодших спеціалістів танкових військ 392-го Окружного навчального центру підготовки молодших спеціалістів Східного військового округу | | 19 жовтня 2023 (42 роки)    |                                                                     | |
| 39 |                    | Божок Андрій Анатолійович       | полковник                                | (посада — не встановлена), 155-та гвардійська бригада морської піхоти | Інтервенція Росії в Сирію | 27 жовтня 2023 (49 років)   |                                                                     | |
| 40 |                    | Кичибеков Аслан Пірмурадович    | полковник внутрішньої служби у відставці | (посада — не встановлена), (підрозділ — не встановлено) | | 27 жовтня 2023 (53 роки)    |                                                                     | |
| 41 |                    | Нікітін Едуард Леонідович       | полковник внутрішньої служби у відставці | (посада — не встановлена), 1-й батальйон 1251-го мотострілецького полку, Західний військовий округ                                                                             | | 29 жовтня 2023 (50 років)   |                                                                     | |
| 42 |                    | Добряков Вадим Вікторович       | полковник                                | оперативник черговий — заступник начальника центру управління командування ПДВ                                                                                                 | | 1 листопада 2023 (44 роки)  | Арабатська Стрілка, Генічеський район, Херсонська область           | |
| 43 |                    | Галкін Олександр Миколайович    | полковник                                | оперативник черговий — заступник начальника центру управління командування ПДВ                                                                                                 | Інтервенція Росії в Сирію | 1 листопада 2023 (45 років) | Арабатська Стрілка, Генічеський район, Херсонська область           | |
| 44 |                    | Коблов Олексій Миколайович      | полковник                                | начальник відділу планування вогневої поразки противника оперативного управління штабу ПДВ                                                                                     | Грузинсько-абхазький конфлікт Друга чеченська війна                                                                                        | 1 листопада 2023 (51 рік)   | Арабатська Стрілка, Генічеський район, Херсонська область           | Нагороджений орденами Мужності, «За бойові заслуги», медаллю ордену «За заслуги перед Вітчизною» 2-го ступеня, медаллю Суворова           |
| 45 |                    | Попов Володимир Володимирович   | полковник поліції у відставці            | командир батальйону козачої бригади «Терек» | Війна в Афганістані (1979—1989) Перша чеченська війна                                                                                      | 3 листопада 2023 (69 років) | Кліщіївка                                                           | Нагороджений двома орденами Мужності Посмертно нагороджений званнями «Герой Російської Федерації» і «Герой Донецької Народної Республіки» |
| 46 |                    | Торохов Роман Сергійович        | полковник                                | командир 114-ї окремої мотострілецької бригади | Російсько-грузинська війна (2008) Громадянська війна в Сирії                                                                               | 6 листопада 2023 (39 років) |                                                                     | Нагороджений званнями «Герой Російської Федерації» (посмертно) і «Герой Донецької Народної Республіки»                                    |
| 47 |                    | Філіпоненко Михайло Юрійович    | полковник                                | депутат Народної ради «ЛНР», керівник фракції ЛДПР | Війна на сході України | 8 листопада 2023 (48 років) | м. Луганськ                                                         | колишній начальник управління «народної міліції» ЛНР                                                                                      |
| 48 |                    | Мельников Андрій Володимирович  | полковник                                | (посада — не встановлена), штаб 36-ї загальновійськової армії | | 11 листопада 2023           |                                                                     | |
| 49 |                    | Мельников Сергій Володимирович  | полковник у відставці                    | | | 5 грудня 2023 (48 років)    |                                                                     | |
| 50 |                    | Шингірій Володимир Миколайович  | полковник                                | начальник відділу військового комісаріату «Республіки Крим» по м. Саки та Сакському району                                                                                     | Війна в Афганістані (1979—1989) | 7 грудня 2023 (61 рік)      | м. Саки                                                             | |

### Підполковники/капітани 2-го рангу
| №  | Світлина / Емблема | Прізвище, ім'я, по батькові        | Звання                              | Посада / підрозділ | Участь в інших війнах | Дата загибелі                  | Місце загибелі                                                                                    | Примітки |
| 1  |                    | Макаров Олександр Дмитрович        | підполковник                        | командир парашутно-десантного батальйону 217-го парашутно-десантного полку | | 17 січня 2023 (39 років)       |                                                                                                   | Нагороджений орденом Мужності (посмертно) і званням «Герой Російської Федерації» |
| 2  |                    | Іванов Володимир Ілліч             | підполковник                        | (посада — не встановлена), Національна гвардія Росії | | 29 січня 2023 (51 рік)         |                                                                                                   | |
| 3  |                    | Кокшин Андрій Борисович            | підполковник                        | командир мотострілецького батальйону, (підрозділ — не встановлено) | | 30 січня 2023 (42 роки)        |                                                                                                   | |
| 4  |                    | Кунгуров Степан Вікторович         | підполковник                        | командир самохідно-артилерійського дивізіону 30-ї артилерійської бригади | | 3 лютого 2023 (37 років)       |                                                                                                   | |
| 5  |                    | Бакшеєв Антон Георгійович          | підполковник                        | начальник медичної служби 1-го армійського корпусу «ДНР» | | 8 лютого 2023 (45 років)       |                                                                                                   | |
| 6  |                    | Фурсов Віктор Вікторович           | підполковник                        | (посада — не встановлена), (підрозділ — не встановлено) | | 10 лютого 2023                 |                                                                                                   | Нагороджений орденом Мужності (посмертно) та званням «Герой Донецької Народної Республіки» (посмертно) |
| 7  |                    | Нижник Віктор Михайлович           | підполковник                        | (посада — не встановлена), (підрозділ — не встановлено) | | 15 лютого 2023                 |                                                                                                   | |
| 8  |                    | Осечкін Роман Борисович            | підполковник                        | заступник начальника з озброєння, 39-та окрема мотострілецька бригада | | 21 лютого 2023 (38 років)      |                                                                                                   | |
| 9  |                    | Серенко Олексій Сергійович         | підполковник                        | (посада — не встановлена), 126-та окрема бригада берегової оборони | | 23 лютого 2023 (39 років)      |                                                                                                   | |
| 10 |                    | Куйдін Станіслав Станіславович     | підполковник                        | командир батальйону, 212-й гвардійський окружний навчальний центр танкових військ, Сибірський військовий округ                                                                         | Російсько-грузинська війна (2008) Інтервенція Росії в Сирію                                                                                        | 25 лютого 2023 (50 років)      |                                                                                                   | |
| 11 |                    | Постернак Станіслав Юрійович       | підполковник                        | командир батареї зенітно-артилерійського дивізіону, танковий полк 42-ї гвардійської мотострілецької дивізії                                                                            | | 1 березня 2023 (57 років)      | поблизу смт Нікольського, Донецька область                                                        | |
| 12 |                    | Оричак Юрій Володимирович          | підполковник                        | командир гелікоптерної ескадрильї, 39-й гелікоптерний полк 27-ї змішаної авіаційної дивізії 4-го командування ВПС та ППО Південного військового округу                                 | Друга чеченська війна Інтервенція Росії в Сирію | 5 березня 2023 (45 років)      |                                                                                                   | |
| 13 |                    | Романенко Роман Вікторович         | підполковник поліції у відставці    | сапер парашутно-десантної роти, 31 ОДШБр (РФ) | | 10 березня 2023 (45 років)     |                                                                                                   | Нагороджений орденом Мужності (посмертно) |
| 14 |                    | Бочаров Роман Васильович           | підполковник поліції запасу         | найманець ПВК Вагнера | | 22 березня 2023 (45 років)     | м. Бахмут                                                                                         | |
| 15 |                    | Савінов Андрій Володимирович       | підполковник                        | (посада — не встановлена), (підрозділ — не встановлено) | | 23 березня 2023 (47 років)     |                                                                                                   | |
| 16 |                    | Лисицький Дмитро Михайлович        | підполковник                        | командир батальйону, 247-й десантно-штурмовий полк | Грузинсько-абхазький конфлікт Югославські війни Друга чеченська війна Російсько-грузинська війна (2008) Бої за Іловайськ Інтервенція Росії в Сирію | 26 березня 2023 (47 років)     | м. Ставрополь (ймовірно)                                                                          | За офіційною версією російських ЗМІ наклав на себе руки, застрелившись у своїй квартирі в Ставрополі, однак український журналіст Юрій Бутусов заявив, що Лисицького ліквідували українські військові. Нагороджений званням «Герой Російської Федерації» |
| 17 |                    | Лисаков Павло Васильович           | підполковник                        | заступник командира батальйону по службі паливно-мастильних матеріалів у тилу, 11-й окремий мотострілецький полк «Восток»                                                              | Війна на сході України | 27 березня 2023 (47 років)     | Донецьк                                                                                           | |
| 18 |                    | Клементьєв В'ячеслав Геннадійович  | підполковник                        | начальник відділу управління технічного (тилового) забезпечення внутрішніх військ МВС т. з. «ДНР»                                                                                      | Війна на сході України | 27 березня 2023 (60 років)     | Донецьк                                                                                           | |
| 19 |                    | Пухарєв Руслан Володимирович       | підполковник поліції у відставці    | найманець ПВК Вагнера | Збройний конфлікт на Північному Кавказі | 6 квітня 2023 (41 рік)         | Бахмут                                                                                            | Нагороджений орденом Мужності (посмертно) |
| 20 |                    | Поротиков В’ячеслав                | підполковник запасу                 | (посада — не встановлена), (підрозділ — не встановлено) | | до 17 квітня 2023              |                                                                                                   | |
| 21 |                    | Бутенко Володимир Федорович        | підполковник                        | доцент 24 кафедри доріг, мостів та переправ, Військовий інститут (інженерних військ) Загальновійськової академії ЗС РФ                                                                 | Перша російсько-чеченська війна Війна на сході України                                                                                             | 18 квітня 2023 (52 роки)       |                                                                                                   | |
| 22 |                    | Болдирєв Єгор Олександрович        | підполковник                        | (посада — не встановлена), (підрозділ — не встановлено) | | 23 квітня 2023 (40 років)      |                                                                                                   | |
| 23 |                    | Аргунов Сергій Анатолійович        | підполковник                        | командир підрозділу «Шторм», 110 ОМСБр | | 28 квітня 2023 (36 років)      | поблизу смт. Невельське, Покровський район, Донецька область                                      | |
| 24 |                    | Мубаракшин Марсель Наілевич        | підполковник поліції                | заступник начальнику відділу - начальник відділення по організації роботи чергових частин оперативного відділу Управління МВС Росії по м. Казані (РФ)                                  | | 1 травня 2023 (42 роки)        | м. Токмак, Запорізька область                                                                     | |
| 25 |                    | Безмен Олег Володимирович          | підполковник                        | командир 111-го полку мобілізованих 1-го армійського корпусу «ДНР» | Війна на сході України | 8 травня 2023 (39 років)       | м. Авдіївка, Донецька область                                                                     | |
| 26 |                    | Артьомов Олексій Олександрович     | підполковник                        | (посада — не встановлена), (підрозділ — не встановлено) | | до 9 травня 2023               |                                                                                                   | |
| 27 |                    | Башкатов Олексій Іванович          | підполковник                        | командир батальйону 1-ї окремої мотострілецької Слов'янської бригади 1-м армійським корпусом ДНР                                                                                       | | 11 травня 2023 (35 років)      | м. Авдіївка, Донецька область                                                                     | |
| 28 |                    | Опольський В'ячеслав Станіславович | підполковник                        | заступник командира з бойової підготовки 45-та окрема бригада спеціального призначення ПДВ                                                                                             | Російсько-грузинська війна (2008) | 12 травня 2023 (45 років)      |                                                                                                   | |
| 29 |                    | Барсуков Максим Леонідович         | підполковник                        | (посада — не встановлена), (підрозділ — не встановлено) | | 12 травня 2023 (40 років)      |                                                                                                   | |
| 30 |                    | Одегов Олексій Миколайович         | підполковник                        | офіцер медичної служби, (підрозділ — не встановлено) | | 12 травня 2023                 |                                                                                                   | |
| 31 |                    | Боков Мустафа Курейшевич           | підполковник                        | командир мотострілецького батальйону 71-го гвардійського мотострілецького полку 42-ї гвардійської мотострілецької дивізії                                                              | - Анексія Криму (2014) - Інтервенція Росії в Сирію                                                                                                 | 15 травня 2023 (36 років)      |                                                                                                   | Нагороджений орденом Мужності і, посмертно, званням «Герой Російської Федерації» |
| 32 |                    | Берсанов Муса Магомедович          | підполковник                        | (посада — не встановлена), (підрозділ — не встановлено) | | до 18 травня 2023 (32 роки)    |                                                                                                   | |
| 33 |                    | Сидиков Олексій Валерійович        | підполковник                        | заступник командира 99-го самохідного артилерійського полку з тилового забезпечення, 3-тя мотострілецька дивізія                                                                       | | 21 травня 2023 (50 років)      |                                                                                                   | |
| 34 |                    | Стальний Євген Володимирович       | підполковник                        | командир гаубично-артилерійського дивізіону, 1442-й мотострілецький полк | | 21 травня 2023 (45 років)      | поблизу м. Василівка                                                                              | |
| 35 |                    | Черников Денис Ігорович            | підполковник                        | заступник командира 4-ї окремої мотострілецької бригади | | 23 травня 2023 (38 років)      |                                                                                                   | Нагороджений званням «Герой Луганської Народної Республіки» |
| 36 |                    | Асєєв Володимир Олександрович      | підполковник                        | командир 148-го окремого розвідувального батальйону 144-ї мотострілецької дивізії | Інтервенція Росії в Сирію | 25 травня 2023                 | м. Сватове, Луганська область                                                                     | |
| 37 |                    | Фалько Андрій Олександрович        | підполковник                        | (посада — не встановлена), (підрозділ — не встановлено) | | 26 травня 2023                 |                                                                                                   | |
| 38 |                    | Назаров Іван Володимирович         | підполковник                        | старший офіцер танкового полку, 6-та окрема танкова бригада | | 30 травня 2023 (38 років)      |                                                                                                   | |
| 39 |                    | Нікілін Михайло Андрійович         | підполковник                        | командир 71-го гвардійського мотострілецького полку 42-ї гвардійської мотострілецької дивізії                                                                                          | - Війна на сході України - Інтервенція Росії в Сирію                                                                                               | 30 травня 2023 (38 років)      |                                                                                                   | |
| 40 |                    | Сморкалов Олег Миколайович         | підполковник                        | начальник інженерної служби мотострілецького батальйону, (підрозділ — не встановлено)                                                                                                  | | 1 червня 2023                  | під Лиманом, Харківська область                                                                   | |
| 41 |                    | Шипилін Родіон Геннадійович        | підполковник                        | (посада — не встановлена), (підрозділ — не встановлено) | | 8 червня 2023 (45 років)       |                                                                                                   | |
| 42 |                    | Коннов Ігор Вікторович             | підполковник медичної служби запасу | (посада — не встановлена), БАРС-19 | | 13 червня 2023 (52/53 роки)    |                                                                                                   | |
| 43 |                    | Кудрявцев Олег Вікторович          | підполковник                        | командир 291-го гвардійського мотострілецького полку 42-ї гвардійської мотострілецької дивізії                                                                                         | Інтервенція Росії в Сирію | 14 червня 2023 (35 років)      | поблизу с. Роботине, Запорізька область                                                           | |
| 44 |                    | Єлісєєв Сергій Анатолійович        | підполковник                        | командир самохідно-артилерійського дивізіону 247-го гвардійського десантно-штурмового полку 7-ї гвардійської десантно-штурмової дивізії (гірської)                                     | Друга чеченська війна Російсько-грузинська війна (2008) Війна на сході України Інтервенція Росії в Сирію                                           | 17 червня 2023 (49 років)      |                                                                                                   | Нагороджений орденом Мужності (посмертно) |
| 45 |                    | Майєр Борис Андрійович             | підполковник                        | (посада — не встановлена), 288-ма артилерійська бригада | | 18 червня 2023 (46 років)      |                                                                                                   | |
| 46 |                    | Щамхалов Аду Ісмаєвич              | підполковник                        | командир штурмового загону 6-го танкового полка | | 19 червня 2023 (40 років)      | поблизу м. Кремінна, Луганська область                                                            | |
| 47 |                    | Агафонов Євген Олексійович         | підполковник                        | заступник командира 11-ї гвардійської десантно-штурмової бригади з військово-політичної роботи                                                                                         | | 21 червня 2023 (37 років)      | м. Бахмут                                                                                         | |
| 48 |                    | Панасков Віталій Володимирович     | підполковник поліції у відставці    | (посада — не встановлена), (підрозділ — не встановлено) | | 22 червня 2023 (49 років)      | м. Бахмут                                                                                         | Нагороджений орденом Мужності (посмертно) |
| 49 |                    | Ворожцов Олексій Михайлович        | підполковник                        | пілот Ка-52, командир 3-ї ескадрильї, 15-та бригада армійської авіації | | 24 червня 2023 (47 років)      | Таловський район, Воронезька область                                                              | збитий під час заколоту Пригожина |
| 50 |                    | Мілованов Артем Михайлович         | підполковник                        | командир-інструктор Іл-22, заступник начальника центру з військово-політичної роботи, 610-й центр бойового застосування та переучування льотного складу військово-транспортної авіації | Інтервенція Росії в Сирію | 24 червня 2023 (43 роки)       | смт. Кантемирівка, Воронезька область                                                             | збитий під час заколоту Пригожина |
| 51 |                    | Кутаков Валерій Вікторович         | підполковник у відставці            | доброволець, (підрозділ — не встановлено) | | 28 червня 2023 (60 років)      |                                                                                                   | |
| 52 |                    | Діченськов Петро Володимирович     | підполковник запасу                 | (посада — не встановлена), (підрозділ — не встановлено) | | 4 липня 2023 (46 років)        |                                                                                                   | |
| 53 |                    | Скуратов Андрій Андрійович         | підполковник                        | (посада — не встановлена), ФСБ РФ | | 6 липня 2023                   | с. Брахлів, Брянська область                                                                      | |
| 54 |                    | Хорольський Андрій Юрійович        | підполковник                        | заступник командира полку, (підрозділ — не встановлено) | | до 7 липня 2023 (41/42 роки)   |                                                                                                   | |
| 55 |                    | Пушкарьов Олександр Віталійович    | підполковник                        | начальник штабу, Окремий розвідувальний батальйон «Спарта» | | 8 липня 2023 (37 років)        |                                                                                                   | |
| 56 |                    | Тимурзієв Хасан Бесланович         | підполковник поліції                | заступник командира ОМОН «Беркут-Південь» управління військ національної гвардії в Інгушетії                                                                                           | Збройний конфлікт на Північному Кавказі | 11 липня 2023 (42 роки)        | м. Бердянськ, Запорізька область                                                                  | |
| 57 |                    | Каргашин Денис Володимирович       | підполковник                        | (посада — не встановлена), (підрозділ — не встановлено) | | 16 липня 2023                  |                                                                                                   | |
| 58 |                    | Фролов Олексій Юрійович            | підполковник                        | заступник командира 137-го парашутно-десантного полку з військово-політичної роботи | - Анексія Криму (2014) - Інтервенція Росії в Сирію                                                                                                 | 26 липня 2023 (45 років)       |                                                                                                   | |
| 59 |                    | Матінов Анатолій Сергійович        | підполковник                        | начальник оперативного відділу 36-ї загальновійської армії | Інтервенція Росії в Сирію | 31 липня 2023 (45 років)       |                                                                                                   | |
| 60 |                    | Гаріпов Марат Рафікович            | підполковник запасу                 | командир танкового батальйону, (підрозділ — не встановлено) | | 19 серпня 2023 (56 років)      | с. Підкуйчанськ, Луганська область                                                                | |
| 61 |                    | Уткін Дмитро Валерійович           | підполковник запасу                 | співзасновник і один з керівників ПВК «Вагнер» | - Перша чеченська війна - Друга чеченська війна - Інтервенція Росії в Сирію                                                                        | 23 серпня 2023 (53 роки)       | с. Куженкіно, Тверська область, Росія                                                             | Нагороджений шістьма орденами Мужності і званнями «Герой РФ» та «Герой ЛНР» Загинув в авіакатастрофі |
| 62 |                    | Рогачов Ілля Михайлович            | підполковник                        | командир 91-го окремого артилерійського дивізіону 94-го Саратовського полку | | 24 серпня 2023                 | смт Нікольське, Донецька область                                                                  | |
| 63 |                    | Беспалов Олександр Олександрович   | підполковник поліції                | (посада — не встановлена), (підрозділ — не встановлено) | | 25 серпня 2023                 |                                                                                                   | |
| 64 |                    | А. Сергій                          | підполковник                        | командир Су-24М2, аеродром Мариновка | | 12 вересня 2023 (46 років)     | Волгоградська область                                                                             | |
| 65 |                    | Попов Василь Вікторович            | підполковник                        | командир 247-го гвардійського десантно-штурмового полку 7-ї гвардійської десантно-штурмової дивізії (гірської)                                                                         | Інтервенція Росії в Сирію | 14 вересня 2023 (38 років)     | поблизу с. Вербове, Запорізька область                                                            | |
| 66 |                    | Смолкін Євген Васильович           | підполковник                        | (посада — не встановлена), (підрозділ — не встановлено) | Друга чеченська війна Російсько-грузинська війна                                                                                                   | 19 вересня 2023 (57 років)     |                                                                                                   | |
| 67 |                    | Калачєв Дмитро Анатолійович        | підполковник                        | старший викладач кафедри тактики Військової академії імені М. В. Фрунзе | | 19 вересня 2023 (49 років)     |                                                                                                   | |
| 68 |                    | Бур'янов Сергій Володимирович      | підполковник                        | начальник штабу 31-го винищувального авіаційного полку 1-ї змішаної авіадивізії | Інтервенція Росії в Сирію | 20 вересня 2023 (40 років)     |                                                                                                   | Нагороджений орденом Мужності, медаллю Суворова |
| 69 |                    | Юркевський Олександр Вадимович     | підполковник                        | командир батальйону 247-го гвардійського десантно-штурмового полку 7-ї гвардійської десантно-штурмової дивізії (гірської)                                                              | | 22 вересня 2023                | Херсонська область                                                                                | |
| 70 |                    | Галь Олександр Миколайович         | підполковник                        | заступник командира 14-го гвардійського винищувального авіаполку з військово-політичної роботи                                                                                         | Інтервенція Росії в Сирію | 24 вересня 2023 (48 років)     | Курськ-Східний (аеропорт)                                                                         | |
| 71 |                    | Лахмітько Олексій Васильович       | підполковник ФСВП запасу            | (посада — не встановлена), ПВК «Вагнер» | | 25 вересня 2023                | Африка                                                                                            | |
| 72 |                    | Мірошниченко Володимир Вікторович  | підполковник                        | командир батальйону, 83-тя окрема десантно-штурмова бригада | | до 6 жовтня 2023 (38 років)    | поблизу м. Бахмут, Донецька область                                                               | |
| 73 |                    | Башкинов Сергій Петрович           | підполковник поліції у відставці    | старший стрілець мотострілецької роти, (підрозділ — не встановлено) | | 8 жовтня 2023                  |                                                                                                   | |
| 74 |                    | Трикоз (або Трикс) Євген Юрійович  | підполковник                        | командир батальйону, (підрозділ — не встановлено) | | 18 жовтня 2023 (49 років)      |                                                                                                   | |
| 75 |                    | Федосєєв Михайло Олександрович     | підполковник                        | командир штурмового батальйону, (підрозділ — не встановлено) | | 21 жовтня 2023 (34 роки)       | поблизу м. Авдіївка, Донецька область                                                             | |
| 76 |                    | Байстрюченко Андрій Володимирович  | підполковник                        | командир мотострілецького батальйону 150-ї мотострілецької дивізії | | 25 жовтня 2023                 |                                                                                                   | |
| 77 |                    | Ланчак Костянтин Васильович        | підполковник                        | командир артилерійського дивізіону «Октава», 1-й армійський корпус «ДНР» | Війна на сході України | 28 жовтня 2023 (47 років)      | м. Донецьк                                                                                        | |
| 78 |                    | Васильєв Альберт                   | підполковник                        | (посада — не встановлена), 1-й батальйон 1251-го мотострілецького полку, Західний військовий округ                                                                                     | | 29 жовтня 2023 (46 років)      |                                                                                                   | |
| 79 |                    | Гавриленко Віктор Володимирович    | підполковник                        | (посада — не встановлена), 138-ма окрема мотострілецька бригада | | 30 жовтня 2023 (53 роки)       | с. Новомихайлівка (Покровський район), Донецька область                                           | |
| 80 |                    | Пришедько Андрій                   | підполковник поліції                | (посада — не встановлена), (підрозділ — не встановлено) | | 31 жовтня 2023 (52 роки)       |                                                                                                   | |
| 81 |                    | Захаров Дмитро Миколайович         | підполковник                        | (посада — не встановлена), (підрозділ — не встановлено) | | 2 листопада 2023 (45 років)    |                                                                                                   | Нагороджений орденом Мужності (посмертно) |
| 82 |                    | Суханов Ян Олександрович           | підполковник                        | начальник штабу 810-ї окремої бригади морської піхоти | Інтервенція Росії в Сирію | 8 листопада 2023 (44 роки)     | м. Москва, помер у військовому госпіталі внаслідок поранення в м. Севастополі (травень 2023 року) | |
| 83 |                    | Кацуба Дмитро Олександрович        | підполковник юстиції                | тимчасово виконуючий обов'язки начальника 126-го військово-слідчого управління СК Росії                                                                                                | | 9 листопада 2023 (39 років)    | Скадовськ, Херсонська область                                                                     | Нагороджений орденом Мужності (посмертно) |
| 84 |                    | Шатий Сергій Володимирович         | підполковник                        | заступник начальника відділу матеріально-технічного забезпечення управління Прикордонної служби ФСБ (РФ)                                                                               | | 9 листопада 2023 (40 років)    | Брянська область (РФ)                                                                             | |
| 85 |                    | Гаджієв Абусуп'ян Ібрагімович      | підполковник                        | начальник медичної служби з'єднання, 37-ма окрема мотострілецька бригада | | 9 листопада 2023 (40 років)    |                                                                                                   | |
| 86 |                    | Савенок Сергій                     | підполковник                        | (посада — не встановлена), (підрозділ — не встановлено) | | до 13 листопада 2023 (62 роки) | м. Сватове, Луганська область                                                                     | |
| 87 |                    | Лисихін Роман                      | підполковник                        | командир мотострілецької роти, (підрозділ — не встановлено) | | до 13 листопада 2023 (42 роки) |                                                                                                   | |
| 88 |                    | Кислов Андрій                      | підполковник                        | (посада — не встановлена), (підрозділ — не встановлено) | | до 24 листопада 2023           | поблизу м. Бахмут                                                                                 | |
| 89 |                    | Мигунов Андрій Павлович            | підполковник                        | командир танкового батальйону імені Героя СРСР Сергія Зоріна 31-го мотострілецького полку «Башкортостан» 67-ї мотострілецької дивізії                                                  | Війна в Афганістані (1979—1989) | 28 листопада 2023 (59 років)   | Луганська область                                                                                 | Посмертно нагороджений орденом генерала Шаймуратова і званням «Герой Російської Федерації» |
| 90 |                    | Валіуллін Рафаель Ільгізович       | підполковник                        | заступник командира 1234-го полку 4-ї гвардійської танкової дивізії | | 28 листопада 2023 (38 років)   |                                                                                                   | псевдо «Алтай» |
| 91 |                    | Аркатов Василь Вікторович          | підполковник                        | начальник бронетанкової служби відділу технічного забеспечення 6-ї гвардійської загальновійськової армії                                                                               | | 30 листопада 2023 (42 років)   |                                                                                                   | |
| 92 |                    | Ращупкін Ігор                      | підполковник у відставці            | (посада — не встановлена), (підрозділ — не встановлено) | Інтервенція Росії в Сирію | до 2 грудня 2023 (48 років)    |                                                                                                   | |
| 93 |                    | Ситников Олексій Сергійович        | підполковник поліції                | командир СОБР управління Росгвардії по Рязанській області | | 7 грудня 2023 (39 років)       | поблизу с. Дубровичі, Рязанська область                                                           | вбитий вибухом на полігоні |
| 94 |                    | Петров Євген Олександрович         | підполковник                        | начальник служби БПЛА 144-ї мотострілецької дивізії | | 13 грудня 2023                 |                                                                                                   | |
| 95 |                    | Моїсєєв Дмитро Миколайович         | підполковник                        | командир авіаційної ескадрильї, (підрозділ — не встановлено) | Друга чеченська війна Російсько-грузинська війна (2008) Інтервенція Росії в Сирію                                                                  | 17 грудня 2023 (46 років)      |                                                                                                   | |
| 96 |                    | Комаров Микола Валерійович         | підполковник                        | (посада — не встановлена), Центр спеціального призначення «Сєнєж» ССО РФ | | до 29 грудня 2023              |                                                                                                   | |
| 97 |                    | Мірзоєв Роберт                     | підполковник                        | (посада — не встановлена), найманець ПВК «Вагнер» | | до 29 грудня 2023 (50 років)   |                                                                                                   | |
| 98 |                    | Пермяков Олексій                   | підполковник                        | (посада — не встановлена), (підрозділ — не встановлено) | | до 29 грудня 2023              |                                                                                                   | |
| 1  |                    | Ржицький Станіслав Леонідович      | капітан 2-го рангу запасу           | заступник начальника відділу з мобілізаційної роботи адміністрації міста Краснодар | Анексія Криму (2014) | 10 липня 2023 (42 роки)        | м. Краснодар                                                                                      | колишній командир підводного човна Б-871 «Алроса», несе відповідальність за ракетний удар по Вінниці 14 липня 2022 року |

### Майори/капітани 3-го рангу
| №   | Світлина / Емблема | Прізвище, ім'я, по батькові          | Звання                                          | Посада / підрозділ | Участь в інших війнах                                             | Дата загибелі                | Місце загибелі                                              | Примітки                                                                                         |
| 1   |                    | Апешин Олександр Володимирович       | майор поліції у відставці                       | доброволець, (підрозділ — не встановлено) |                                                                   | 1 січня 2023                 | м. Макіївка, Донецька область                               |                                                                                                  |
| 2   |                    | Бриксін Віктор Олександрович         | майор                                           | (посада — не встановлена), (підрозділ — не встановлено) |                                                                   | 1 січня 2023 (38 років)      |                                                             |                                                                                                  |
| 3   |                    | Вакулін Андрій Володимирович         | майор                                           | старший інженер, 18-та окрема бригада радіоелектронної боротьби (м. Єкатеринбург)                                                                                           |                                                                   | 1 січня 2023                 |                                                             | Нагороджений орденом Мужності (посмертно)                                                        |
| 4   |                    | Сеїкаєв Олександр Миколайович        | майор медичної служби                           | командир окремого медичного санітарного батальйону, (підрозділ — не встановлено)                                                                                            |                                                                   | 3 січня 2023                 | м. Токмак, Запорізька область                               |                                                                                                  |
| 5   |                    | Куділін Денис                        | майор                                           | (посада — не встановлена), 288-ма артилерійська бригада |                                                                   | 3 січня 2023                 | с. Біла Березка, Брянська область, Росія                    | вбитий сержантом російської армії через побутову сварку                                          |
| 6   |                    | Чанзан Рінат Вікторович              | майор у відставці                               | командир зенітно-ракетного комплексу, (підрозділ — не встановлено) |                                                                   | 3 січня 2023 (43 роки)       |                                                             |                                                                                                  |
| 7   |                    | Борткевич Віктор Іванович            | майор у відставці                               | доброволець, (підрозділ — не встановлено) ПДВ РФ |                                                                   | до 10 січня 2023             |                                                             |                                                                                                  |
| 8   |                    | Васильєв Микола Михайлович           | майор                                           | заступник командира батальйону з повітряно-десантної підготовки 234-го десантно-штурмового полку                                                                            |                                                                   | 11 січня 2023 (44 роки)      | м. Кремінна, Луганська область                              | Нагороджений званням «Герой Російської Федерації» (посмертно)                                    |
| 9   |                    | Мішин Олексій Анатолійович           | майор                                           | (посада — не встановлена), 200-та окрема мотострілецька бригада |                                                                   | 15 січня 2023 (36 років)     |                                                             |                                                                                                  |
| 10  |                    | Макоївець Валерій Володимирович      | майор запасу                                    | доброволець, (підрозділ — не встановлено) |                                                                   | 17 січня 2023 (37 років)     | поблизу тимчасово окупованого м. Сватове, Луганська область |                                                                                                  |
| 11  |                    | Мазаєв Олександр Володимирович       | майор                                           | командир батальйону охорони важливих об'єктів МВС «ЛНР» |                                                                   | 25 січня 2023 (57 років)     | Луганська область                                           |                                                                                                  |
| 12  |                    | Фатхінуров Олег Ахнафович            | майор                                           | (посада — не встановлена), (підрозділ — не встановлено) |                                                                   | до 26 січня 2023             | поблизу м. Вугледару, Донецька область                      |                                                                                                  |
| 13  |                    | Канський Олексій Валентинович        | майор                                           | начальник штабу батальйону, навчальний танковий батальйон 240-го навчального танкового полку                                                                                |                                                                   | 26 січня 2023 (37 років)     | поблизу м. Вугледару, Донецька область                      |                                                                                                  |
| 14  |                    | Нестеров Володимир                   | майор                                           | начальник служби військ РХБЗ, 36-та загальновійськова армія |                                                                   | 27 січня 2023 (42 роки)      | с. Кирилівка, Донецька область                              | Нагороджений орденом Мужності (посмертно)                                                        |
| 15  |                    | Кульчієв Віталій Саїдович            | майор                                           | командир танкового батальйону 155-ї гвардійської бригади морської піхоти | Інтервенція Росії в Сирію                                         | 29 січня 2023 (33 роки)      |                                                             |                                                                                                  |
| 16  |                    | Ільїн Володимир Олександрович        | майор                                           | командир загона 38-ї окремої мотострілецької бригади 35-ї загальновійськової армії                                                                                          |                                                                   | 31 січня 2023 (46 років)     |                                                             | Нагороджений орденом Мужності (посмертно)                                                        |
| 17  |                    | Вафін Микола Миколайович             | майор поліції у відставці                       | доброволець, (підрозділ — не встановлено) |                                                                   | 1 лютого 2023 (43 роки)      | поблизу м. Кремінна, Луганська область                      | Нагороджений орденом Мужності (посмертно)                                                        |
| 18  |                    | Курмашов Станіслав Борисович         | майор                                           | (посада — не встановлена), 39-й радіотехнічний полк 25-ї Червонопрапорної дивізії ППО.                                                                                      |                                                                   | 2 лютого 2023                |                                                             |                                                                                                  |
| 19  |                    | Аббясов Марат Камілевич              | майор                                           | (посада — не встановлена), 277-й гвардійський бомбардувальний авіаційний полк                                                                                               |                                                                   | 4 лютого 2023 (35 років)     |                                                             |                                                                                                  |
| 20  |                    | Шевцов Олександр Олександрович       | майор                                           | командир гаубичного самохідного артилерійського дивізіону, 2-га мотострілецька дивізія                                                                                      |                                                                   | 6 лютого 2023 (33 роки)      |                                                             |                                                                                                  |
| 21  |                    | Дасаєв Наїль Ріфатович               | майор                                           | начальник розвідки полку, (підрозділ — не встановлено) |                                                                   | 8 лютого 2023 (39 років)     | поблизу м. Кремінна, Луганська область                      |                                                                                                  |
| 22  |                    | Сундуков Дім Асхатович               | майор запасу                                    | мобілізований, (підрозділ — не встановлено) |                                                                   | 11 лютого 2023               |                                                             |                                                                                                  |
| 23  |                    | Балаганський Антон Вікторович        | майор                                           | командир штурмового загону 155-ї гвардійської бригади морської піхоти |                                                                   | 14 лютого 2023 (37 роки)     | поблизу м. Вугледару, Донецька область                      |                                                                                                  |
| 24  |                    | Архіпов Юрій Олександрович           | майор                                           | заступник командира батальйону, 17-а окрема гвардійська мотострілецька бригада                                                                                              | Збройний конфлікт на Північному Кавказі Інтервенція Росії в Сирію | 16 лютого 2023 (37 років)    |                                                             |                                                                                                  |
| 25  |                    | Тарасенко Дмитро                     | майор запасу                                    | доброволець, (підрозділ — не встановлено) |                                                                   | до 20 лютого 2023            |                                                             |                                                                                                  |
| 26  |                    | Батаєв Олександр Вікторович          | майор                                           | командир 83-го окремого інженерно-саперного батальйону, 22-й армійський корпус                                                                                              |                                                                   | 21 лютого 2023 (34 роки)     |                                                             |                                                                                                  |
| 27  |                    | Гудовських Сергій Юрійович           | майор                                           | (посада — не встановлена), 382-й окремий батальйон морської піхоти Чорноморського флоту                                                                                     |                                                                   | 23 лютого 2023 (55 років)    |                                                             |                                                                                                  |
| 28  |                    | Саїтов Алан Мамбетович               | майор                                           | (посада — не встановлена), прикордонне управління ФСБ в Чечні |                                                                   | 23 лютого 2023 (35 років)    | Донецька область                                            |                                                                                                  |
| 29  |                    | Стоцький Олексій Володимирович       | майор                                           | фельдшер медичної частини Перевальської виправної колонії УІН МВС т. з. «ЛНР»                                                                                               | Війна на сході України                                            | 24 лютого 2023 (35 років)    |                                                             |                                                                                                  |
| 30  |                    | Мошкін Михайло                       | майор поліції                                   | (посада — не встановлена), СОБР «Ахмат» |                                                                   | 28 лютого 2023               |                                                             |                                                                                                  |
| 31  |                    | Бондарєв Олександр Юрійович          | майор                                           | старший інспектор-льотчик, (підрозділ — не встановлено) |                                                                   | 3 березня 2023 (44 роки)     | поблизу тимчасово окупованого м. Єнакієве, Донецька область |                                                                                                  |
| 32  |                    | Черезов Артем                        | майор                                           | командир мотострілецького полку, (підрозділ — не встановлено) |                                                                   | 6 березня 2023               |                                                             | Нагороджений орденом Мужності (посмертно)                                                        |
| 33  |                    | Дяволюк Олексій Петрович             | майор запасу                                    | доброволець, (підрозділ — не встановлено) |                                                                   | 10 березня 2023              |                                                             | Нагороджений орденом Мужності (посмертно)                                                        |
| 34  |                    | Галіахметов Альберт Хамітович        | майор                                           | начальник штабу самохідно-артилерійського дивізіону 5-ї окремої танкової бригади                                                                                            |                                                                   | 11 березня 2023 (38 років)   | поблизу м. Вугледару, Донецька область                      |                                                                                                  |
| 35  |                    | Перелигін Віктор Олександрович       | майор                                           | начальник штабу реактивного артилерійського дивізіону сс |                                                                   | 11 березня 2023 (32 роки)    |                                                             |                                                                                                  |
| 36  |                    | Перетягін Владислав Сергійович       | майор                                           | (посада — не встановлена), 29-та загальновійськова армія |                                                                   | 14 березня 2023 (32 роки)    |                                                             |                                                                                                  |
| 37  |                    | Кеба Олексій Євгенійович             | майор ФСБ у відставці                           | (посада — не встановлена), (підрозділ — не встановлено) |                                                                   | 15 березня 2023              |                                                             |                                                                                                  |
| 38  |                    | Кирпичников Дмитро Валерійович       | майор запасу                                    | доброволець, (підрозділ — не встановлено) |                                                                   | 18 березня 2023              | Харківська область                                          |                                                                                                  |
| 39  |                    | Черкасов Віктор Миколайович          | майор                                           | заступник командира батальйону з озброєння 234-го десантно-штурмового полку, 76-та десантно-штурмова дивізія                                                                |                                                                   | 22 березня 2023 (35 років)   |                                                             |                                                                                                  |
| 40  |                    | Городілов Олександр Олександрович    | майор запасу                                    | доброволець, (підрозділ — не встановлено) | Збройний конфлікт на Північному Кавказі                           | 23 березня 2023              | м. Бахмут, Донецька область                                 |                                                                                                  |
| 41  |                    | Осеннєв Сергій                       | майор                                           | заступник командира батальйону з озброєння, (підрозділ — не встановлено) |                                                                   | 23 березня 2023 (53/54 роки) |                                                             | Нагороджений орденом Мужності (посмертно)                                                        |
| 42  |                    | Сержантова Юлія Анатоліївна          | майор                                           | співробітник служби ракетно-артилерійського озброєння управління технічного забезпечення, Внутрішні війська «МВС ДНР»                                                       | Війна на сході України                                            | 27 березня 2023 (44 роки)    | м. Донецьк                                                  |                                                                                                  |
| 43  |                    | Купрєєв Микола Костянтинович         | майор                                           | (посада — не встановлена), 37-ма окрема мотострілецька бригада |                                                                   | 28 березня 2023 (49 років)   |                                                             |                                                                                                  |
| 44  |                    | Бовикін Євген Миколайович            | майор поліції у відставці                       | (посада — не встановлена), (підрозділ — не встановлено) |                                                                   | 31 березня 2023 (40 років)   |                                                             |                                                                                                  |
| 45  |                    | Долгоброд Вячеслав Васильович        | майор                                           | командир вертолітного звена 112-го окремого вертолітного полку | Інтервенція Росії в Сирію                                         | 5 квітня 2023 (50 років)     |                                                             |                                                                                                  |
| 46  |                    | Хаутієв Башир Ідрісович              | майор поліції                                   | старший дільничний уповноважений поліції МВ МВС Росії «Малгобекський» | Повстання Ісламської держави на Північному Кавказі                | 6 квітня 2023 (30 років)     | с. Зязіков-Юрт, Інгушетія                                   | вбитий інгушськими партизанами, нагороджений орденом Мужності (посмертно)                        |
| 47  |                    | Мочалов Олексій Анатолійович         | майор запасу                                    | командир резервного батальйону «Марій Ел» |                                                                   | 16 квітня 2023               |                                                             |                                                                                                  |
| 48  |                    | Бухольцев Микола Георгійович         | майор МНС у відставці                           | доброволець, (підрозділ — не встановлено) |                                                                   | 20 квітня 2023 (40 років)    |                                                             |                                                                                                  |
| 49  |                    | Суєтов Андрій Сергійович             | майор                                           | командир вертолітної ескадрильї МІ-35М 55-го окремого вертолітного полку 4-ї армії ППО                                                                                      | Анексія Криму (2014)                                              | 20 квітня 2023 (33 роки)     |                                                             |                                                                                                  |
| 50  |                    | Красильніков Олександр Олександрович | майор                                           | пілот, вертолітна ескадрилья МІ-35М 55-го окремого вертолітного полку 4-ї армії ППО                                                                                         | Інтервенція Росії в Сирію                                         | 20 квітня 2023 (33 роки)     |                                                             |                                                                                                  |
| 51  |                    | Молитвин Іван Олександрович          | майор                                           | командир батальйону 71-го мотострілецького полка |                                                                   | 24 квітня 2023 (34 роки)     |                                                             |                                                                                                  |
| 52  |                    | Бондич Михайло Юрійович              | майор                                           | начальник штабу зв'язку полку, заступник начальника штабу зв'язку 144-ї мотострілецької дивізії                                                                             | Інтервенція Росії в Сирію                                         | 1 травня 2023 (36 років)     |                                                             | Нагороджений орденом Мужності (посмертно)                                                        |
| 53  |                    | Носков Михайло Миколайович           | майор запасу                                    | (посада — не встановлена), БАРС |                                                                   | 2 травня 2023 (45 років)     | поблизу м. Ясинувата, Донецька область                      | Нагороджений орденом Мужності (посмертно)                                                        |
| 54  |                    | Ємельянов Сергій Миколайович         | майор поліції у відставці                       | найманець ПВК Вагнера | Друга чеченська війна                                             | 4 травня 2023 (46 років)     | м. Бахмут, Донецька область                                 |                                                                                                  |
| 55  |                    | Сташков Вячеслав Олексійович         | майор                                           | заступник командира 1-го мотострілецького батальйону, (підрозділ — не встановлено)                                                                                          |                                                                   | 8 травня 2023                |                                                             |                                                                                                  |
| 56  |                    | Швець Олександр Володимирович        | майор                                           | заступник начальника штабу, 100-та окрема розвідувальна бригада |                                                                   | 15 травня 2023 (41 рік)      |                                                             |                                                                                                  |
| 57  |                    | Шагалін Ільдар Таштимірович          | майор запасу                                    | (посада — не встановлена), (підрозділ — не встановлено) |                                                                   | 23 травня 2023 (60 років)    |                                                             |                                                                                                  |
| 58  |                    | Волчков Олексій Сергійович           | майор                                           | заступник командира вертолітної ескадрильї 15-ї бригади армійської авіації                                                                                                  | Інтервенція Росії в Сирію                                         | 23 травня 2023 (33 роки)     |                                                             | Нагороджений двома орденами Мужності Посмертно нагороджений званням «Герой Російської Федерації» |
| 59  |                    | Ортиков Ілля Володимирович           | майор                                           | (посада — не встановлена), 136-та окрема гвардійська мотострілецька бригада                                                                                                 |                                                                   | 25 травня 2023 (37 років)    | м. Бердянськ, Запорізька область                            |                                                                                                  |
| 60  |                    | Назаров Іван Володимирович           | майор                                           | (посада — не встановлена), 26-й танковий полк 47-ї гвардійської танкової дивізії                                                                                            |                                                                   | 30 травня 2023 (38 років)    |                                                             |                                                                                                  |
| 61  |                    | Харін Олег Іванович                  | майор ФСБ запасу                                | найманець ПВК Вагнера |                                                                   | 31 травня 2023 (50/51 рік)   | м. Бахмут                                                   |                                                                                                  |
| 62  |                    | Чертовіков Олег Миколайович          | майор                                           | (посада — не встановлена), 11-та армія ВПС і ППО |                                                                   | 2 червня 2023 (38 років)     | м. Бердянськ                                                |                                                                                                  |
| 63  |                    | Горбоконенко Павло Олександрович     | майор                                           | заступник командира 177-го окремого загону спецпризначення з військово-політичної роботи 2-ї окремої бригади спецпризначення                                                |                                                                   | 4 червня 2023 (35 років)     | Нова Таволжанка                                             | Нагороджений орденом Мужності                                                                    |
| 64  |                    | Ляховський Сергій Альбертович        | майор поліції у відставці                       | (посада — не встановлена), (підрозділ — не встановлено) |                                                                   | 4 червня 2023 (46 років)     |                                                             |                                                                                                  |
| 65  |                    | Саран Павло Вацлавович               | майор                                           | (посада — не встановлена), 70-та окрема мотострілецька бригада, 5-та загальновійськова армія                                                                                | Інтервенція Росії в Сирію                                         | 5 червня 2023 (35 років)     |                                                             |                                                                                                  |
| 66  |                    | Ісаков Микола Олександрович          | майор                                           | заступник командира мотострілецького батальйону з військово-виховної роботи, (підрозділ — не встановлено)                                                                   | Друга чеченська війна                                             | 5 червня 2023 (62 роки)      | Нова Таволжанка                                             | Нагороджений орденом Мужності (посмертно)                                                        |
| 67  |                    | Бітієв Алан Рубенович                | майор                                           | командир танкової роти, (підрозділ — не встановлено) |                                                                   | 7 червня 2023 (45 років)     | Бахмут                                                      |                                                                                                  |
| 68  |                    | Зотін Семен Едуардович               | майор                                           | начальник штабу добровольчого загону «Барс-13» |                                                                   | 9 червня 2023 (38 років)     | м. Бахмут                                                   | псевдо «Куст»                                                                                    |
| 69  |                    | Перинський Олександр Володимирович   | майор                                           | заступник командира батальйону з військової частини 31-ї окремої гвардійської десантно-штурмової бригади                                                                    |                                                                   | 10 червня 2023 (47 років)    | Кліщіївка                                                   | Нагороджений орденом Мужності (посмертно)                                                        |
| 70  |                    | Мазітов Ільдар Чулпанович            | майор                                           | заступник командира батальйону з озброєння, 71-й гвардійський мотострілецький полк, 42-га МСД                                                                               | Бої за Іловайськ Інтервенція Росії в Сирію                        | 12 червня 2023 (34 роки)     |                                                             |                                                                                                  |
| 71  |                    | Колесніченко Віталій                 | майор                                           | (посада — не встановлена), (підрозділ — не встановлено) |                                                                   | 12 червня 2023 (32 роки)     | м. Приморськ, Запорізька область                            |                                                                                                  |
| 72  |                    | Арсеньєв Максим Вячеславович         | майор запасу                                    | начальник служби ракетно-артилерійського озброєння батальйону, (підрозділ — не встановлено)                                                                                 |                                                                   | 18 червня 2023 (46 років)    | Херсонська область                                          |                                                                                                  |
| 73  |                    | Касаркін Михайло Миколайович         | майор                                           | начальник зв'язку 68-го гвардійського танкового полку | Війна на сході України                                            | 21 червня 2023 (34 роки)     |                                                             | Нагороджений медаллю «За відвагу» та двома медалями «За бойову відзнаку».                        |
| 74  |                    | Щербовських Антон Сергійович         | майор                                           | офіцер ППО, (підрозділ — не встановлено) |                                                                   | 23 червня 2023 (33 роки)     |                                                             |                                                                                                  |
| 75  |                    | Белякін Геннадій Михайлович          | майор                                           | штурман Іл-22, 610-й центр бойового застосування та переучування льотного складу військово-транспортної авіації                                                             | Інтервенція Росії в Сирію                                         | 24 червня 2023 (50 років)    | смт. Кантемирівка, Воронезька область                       | збитий під час заколоту Пригожина                                                                |
| 76  |                    | Шалаєв Роман Євгенович               | майор                                           | заступник командира батальйону з військово-політичної роботи 331-го гвардійського парашутно-десантного полку                                                                | Інтервенція Росії в Сирію                                         | 26 червня 2023 (30 років)    |                                                             | Нагороджений званням «Герой Російської Федерації» (посмертно)                                    |
| 77  |                    | Мулюкін Сергій Володимирович         | майор                                           | (посада — не встановлена), 136-та окрема мотострілецька бригада |                                                                   | 28 червня 2023 (34/35 років) |                                                             |                                                                                                  |
| 78  |                    | Мельников Євген Павлович             | майор                                           | (посада — не встановлена), (підрозділ — не встановлено) | Війна в Афганістані Перша чеченська війна Друга чеченська війна   | до 30 червня 2023            |                                                             | Нагороджений орденом Мужності                                                                    |
| 79  |                    | Лебединський В'ячеслав Олександрович | майор                                           | командир батальйону, 331-й парашутно-десантний полк | Операція ОДКБ в Казахстані                                        | 30 червня 2023 (40 років)    |                                                             |                                                                                                  |
| 80  |                    | Роженков Сергій Миколайович          | майор                                           | (посада — не встановлена), (підрозділ — не встановлено) |                                                                   | до 1 липня 2023              |                                                             |                                                                                                  |
| 81  |                    | Водогрєєв Олексій Анатолійович       | майор                                           | (посада — не встановлена), ПКС РФ |                                                                   | 1 липня 2023 (45 років)      |                                                             |                                                                                                  |
| 82  |                    | Пєтухаєв Геннадій Юрійович           | майор                                           | (посада — не встановлена), спеціальний загін швидкого реагування «Рись» | Друга чеченська війна                                             | 1 липня 2023 (49 років)      |                                                             | Нагороджений орденом Мужності (посмертно)                                                        |
| 83  |                    | Сластін Павло Платонович             | майор                                           | заступник начальника відділу по роботі, 6-а мотострілецька дивізія |                                                                   | 4 липня 2023 (46 років)      |                                                             |                                                                                                  |
| 84  |                    | Гребьонкін Євген Володимирович       | майор                                           | (посада — не встановлена), ЦСП ФСБ РФ «Альфа» |                                                                   | 6 липня 2023 (31 рік)        |                                                             |                                                                                                  |
| 85  |                    | Луканін Максим Миколайович           | майор                                           | начальник розвідки 1430-го мотострілецького полку |                                                                   | 11 липня 2023 (45 років)     | Запорізька область                                          |                                                                                                  |
| 86  |                    | Прімов Руслан Джамалдінович          | майор                                           | командир загону спеціального призначення, (підрозділ — не встановлено) Національна гвардія Росії                                                                            |                                                                   | 11 липня 2023 (30 років)     | Запорізька область                                          | Нагороджений орденом Мужності                                                                    |
| 87  |                    | Чепа Володимир Олександрович         | майор                                           | командир розвідувального батальйону 810-ї окремої бригади морської піхоти                                                                                                   | Анексія Криму (2014)                                              | 12 липня 2023 (33 роки)      | Роботине                                                    | Нагороджений званням «Герой Російської Федерації» (посмертно)                                    |
| 88  |                    | Гієвський Станіслав Олександрович    | майор                                           | (посада — не встановлена), 810-та окрема гвардійська бригада морської піхоти Чорноморського флоту РФ                                                                        |                                                                   | 13 липня 2023 (39/40 років)  |                                                             | Нагороджений медаллю «За військову доблесть»                                                     |
| 89  |                    | Кузьмін Дмитро                       | майор                                           | офіцер пресслужби, Південний військовий округ | Інтервенція Росії в Сирію                                         | 22 липня 2023                | с. Володимирівка (Василівський район), Запорізька область   |                                                                                                  |
| 90  |                    | Борискін Євген Миколайович           | майор                                           | начальник зв'язку 57-го мотострілецького полка |                                                                   | 22 липня 2023 (34 роки)      |                                                             | Нагороджений медаллю «За відвагу», орденом Мужності                                              |
| 91  |                    | Богаченко Артур Юрійович             | майор                                           | командир батальйону «Прізрак», 2-й армійський корпус «ЛНР» | Війна на сході України                                            | 25 липня 2023 (31 рік)       | Кліщіївка                                                   |                                                                                                  |
| 92  |                    | Карімов Емоміддін Джурахонович       | майор запасу                                    | доброволець, (підрозділ — не встановлено) | Громадянська війна в Таджикистані                                 | 27 липня 2023 (53 роки)      | Антонівський міст                                           | Нагороджений орденом Мужності (посмертно)                                                        |
| 93  |                    | Фофанов Микола Вікторович            | майор поліції у відставці                       | (посада — не встановлена), (підрозділ — не встановлено) |                                                                   | 29 липня 2023 (51/52 роки)   |                                                             |                                                                                                  |
| 94  |                    | Байбородов Віталій Валентинович      | майор                                           | командир роти, (підрозділ — не встановлено) |                                                                   | 1 серпня 2023                |                                                             |                                                                                                  |
| 95  |                    | Дегтярьов Дмитро Сергійович          | майор                                           | начальник штабу і заступник командира парашутно-десантного батальйону 56-го десантно-штурмового полку                                                                       |                                                                   | 3 серпня 2023 (34 роки)      | Запорізька область                                          | Нагороджений орденом Мужності і званням «Герой Російської Федерації» (посмертно)                 |
| 97  |                    | Анісімов Андрій Вікторович           | майор                                           | начальник відділу бронетанкової служби, 2-га мотострілецька дивізія |                                                                   | 6 серпня 2023 (32 роки)      |                                                             | Нагороджений орденом Мужності (посмертно)                                                        |
| 98  |                    | Алборов Шалван Бакурович             | майор                                           | (посада — не встановлена), Батальйон «П'ятнашка» | Війна на сході України                                            | 9 серпня 2023 (33 роки)      |                                                             | Нагороджений орденом Мужності (посмертно)                                                        |
| 99  |                    | Пастушенко Антон Володимирович       | майор                                           | командир БПЛА, 37-ма окрема мотострілецька бригада | Війна на сході України Бої за Іловайськ                           | 12 серпня 2023 (34 роки)     |                                                             | Нагороджений орденом Мужності (посмертно)                                                        |
| 100 |                    | Ангелов Андрій Вікторович            | майор                                           | командир мотострілецької роти, 72-га окрема мотострілецька бригада |                                                                   | 14 серпня 2023 (45 років)    |                                                             |                                                                                                  |
| 101 |                    | Гармашов Максим Сергійович           | майор                                           | заступник командира батальйону, 247-й десантно-штурмовий полк |                                                                   | 16 серпня 2023 (42 роки)     |                                                             |                                                                                                  |
| 102 |                    | Пятніков Олександр Володимирович     | майор                                           | начальник ППО 150-ї мотострілецької дивізії |                                                                   | 17 серпня 2023               |                                                             |                                                                                                  |
| 103 |                    | Павлов Юрій Юрійович                 | майор                                           | начальник штабу-заступник командира батальйону матеріального забезпечення, 810-та окрема бригада морської піхоти                                                            | - Анексія Криму (2014) - Інтервенція Росії в Сирію                | до 17 серпня 2023            | Запорізька область                                          |                                                                                                  |
| 104 |                    | Погребний В'ячеслав Іванович         | майор                                           | командир мінометної батареї мотострілецького батальйону, 810-та окрема бригада морської піхоти                                                                              | Анексія Криму (2014)                                              | до 22 серпня 2023 (50 років) | Роботине                                                    |                                                                                                  |
| 105 |                    | Савченков Дмитро Євгенович           | майор запасу                                    | (посада — не встановлена), (підрозділ — не встановлено) |                                                                   | до 23 серпня 2023 (36 років) |                                                             | Нагороджений орденом Мужності (посмертно)                                                        |
| 106 |                    | Іванов Ігор Михайлович               | майор                                           | заступник командира 85-ї окремої мотострілецької бригади з військово-політичної роботи                                                                                      |                                                                   | 25 серпня 2023 (38 років)    | Кліщіївка                                                   | Нагороджений орденом Мужності                                                                    |
| 107 |                    | Умбеталієв Анварбек                  | майор поліції запасу                            | (посада — не встановлена), (підрозділ — не встановлено) |                                                                   | 26 серпня 2023 (43 роки)     |                                                             |                                                                                                  |
| 108 |                    | Фадєєв Денис В'ячеславович           | майор                                           | начальник протиповітряної оборони 429-го мотострілецького полку 19-ї мотострілецької дивізії                                                                                |                                                                   | 27 серпня 2023 (37 років)    |                                                             |                                                                                                  |
| 109 |                    | Притуляк Іван Валерійович            | майор                                           | командир взводу, 810-та окрема бригада морської піхоти |                                                                   | 28 серпня 2023 (43 роки)     | Роботине                                                    | Нагороджений орденом Мужності (посмертно)                                                        |
| 110 |                    | Кривоносов Павло Олександрович       | майор МНС у відставці                           | командир взводу управління першої гаубічної артилерійської батареї, (підрозділ — не встановлено)                                                                            |                                                                   | 29 серпня 2023 (39 років)    |                                                             |                                                                                                  |
| 111 |                    | Дьомін Юрій Петрович                 | майор поліції у відставці                       | мобілізований, старший снайпер мотострілецького взводу стрілецької роти, (підрозділ — не встановлено)                                                                       |                                                                   | 1 вересня 2023 (40 років)    |                                                             | Нагороджений орденом Мужності (посмертно)                                                        |
| 112 |                    | Міллін Сергій Борисович              | майор                                           | (посада — не встановлена), 239-й танковий полк |                                                                   | 1 вересня 2023 (35 років)    |                                                             | Нагороджений орденом Мужності (посмертно)                                                        |
| 113 |                    | Доржієв Саян Бальжиєвич              | майор                                           | командир батальйону, 1008-й мотострілецький полк |                                                                   | 3 вересня 2023               |                                                             |                                                                                                  |
| 114 |                    | Примханов Серік Сабітович            | майор                                           | начальник штабу 1-го мотострілеьцкого батальйону, 57-ма окрема мотострілецька бригада                                                                                       |                                                                   | 6 вересня 2023 (35 років)    |                                                             | Нагороджений трьома орденами Мужності                                                            |
| 115 |                    | Алігаджієв Заур Урхаєвич             | майор поліції у відставці                       | (посада — не встановлена), (підрозділ — не встановлено) |                                                                   | до 7 вересня 2023 (40 років) |                                                             |                                                                                                  |
| 116 |                    | Ісканцев Іван Олександрович          | майор                                           | заступник командира батальйону з озброєння, (підрозділ — не встановлено) |                                                                   | 8 вересня 2023 (34 роки)     | поблизу м. Бахмут                                           |                                                                                                  |
| 117 |                    | Юмагулов Олег Кераматович            | майор                                           | командир 76-го окремого батальйону матеріального забезпечення, 6-а мотострілецька дивізія, 3-й армійський корпус                                                            |                                                                   | 10 вересня 2023 (37 років)   |                                                             |                                                                                                  |
| 118 |                    | Переладов Олександр Георгійович      | майор поліції                                   | (посада — не встановлена), Національна гвардія Росії | Друга чеченська війна Збройний конфлікт на Північному Кавказі     | 16 вересня 2023              |                                                             |                                                                                                  |
| 119 |                    | Богов Андзор                         | майор запасу                                    | (посада — не встановлена), (підрозділ — не встановлено) |                                                                   | 17 вересня 2023 (46 років)   |                                                             |                                                                                                  |
| 120 |                    | Часовських Кирило                    | майор                                           | (посада — не встановлена), 108-й десантно-штурмовий полк 7-ї десантно-штурмової дивізії ПДВ ЗС РФ                                                                           |                                                                   | 19 вересня 2023 (34 роки)    |                                                             |                                                                                                  |
| 121 |                    | Кузнєцов Олексій Володимирович       | майор у відставці                               | доброволець, (підрозділ — не встановлено) |                                                                   | 20 вересня 2023              | Кремінна                                                    |                                                                                                  |
| 122 |                    | Горбачов Юрій Юрійович               | майор                                           | начальник інженерної служби Управління Росгвардії по Омській області |                                                                   | 20 вересня 2023 (35 років)   | Білогорівка                                                 |                                                                                                  |
| 123 |                    | Ліфенко Віталій Петрович             | майор                                           | заступник командира батальйону (з військово-політичної роботи), 1486-й «Ленінградський полк»                                                                                |                                                                   | 25 вересня 2023 (51 рік)     |                                                             | Нагороджений званням «Герой Республіки Комі» (посмертно)                                         |
| 124 |                    | Магомедов Андрій Ахмедович           | майор поліції у відставці                       | заступник командира роти, (підрозділ — не встановлено) | Друга чеченська війна                                             | до 26 вересня 2023           |                                                             |                                                                                                  |
| 125 |                    | Давидов Павло Сергійович             | майор                                           | командир батальйону 104-го десантно-штурмового полка | Інтервенція Росії в Сирію                                         | 27 вересня 2023 (32 років)   |                                                             | Нагороджений орденом Мужності, медаллю Суворова                                                  |
| 126 |                    | Беліченко Олексій Сергійович         | майор                                           | заступник начальника Центру підготовки льотчиків-випробувачів Державного льотно-випробувального центру                                                                      |                                                                   | 29 вересня 2023 (38 років)   | Новомиколаївка, Запорізька область                          | ймовірно, пілотував винищувач Су-35, збитий дружнім вогнем російської ППО                        |
| 127 |                    | Клишев Бірман Кинжибаєвич            | майор                                           | (посада — не встановлена), (підрозділ — не встановлено) |                                                                   | 10 жовтня 2023 (36 років)    |                                                             |                                                                                                  |
| 128 |                    | Федоров Дмитро Олександрович         | майор                                           | командир 1-ї гаубічної самохідної артилерійської батареї, (підрозділ — не встановлено)                                                                                      | Друга чеченська війна                                             | 11 жовтня 2023 (44 роки)     | Херсонська область                                          | Нагороджений орденом Мужності (посмертно)                                                        |
| 129 |                    | Жариков Володимир Миколайович        | майор                                           | (посада — не встановлена), (підрозділ — не встановлено) |                                                                   | 16 жовтня 2023 (54 роки)     |                                                             |                                                                                                  |
| 130 |                    | Шуткараєв Алібек Дюсенгалієвич       | майор                                           | (посада — не встановлена), (підрозділ — не встановлено) |                                                                   | до 17 жовтня 2023 (32 роки)  |                                                             |                                                                                                  |
| 131 |                    | Короленко Сергій Петрович            | майор                                           | старший інженер авіаційної служби 696-го дослідно-інструкторського вертолітного полку 344-го Державного центру бойового застосування та перенавчання льотного складу ПКС РФ |                                                                   | 17 жовтня 2023 (47 років)    |                                                             |                                                                                                  |
| 132 |                    | Жигульов Яків Володимирович          | майор                                           | начальник технічно-експлуатаційної частини (Ка-52) 18-ї бригади армійської авіації 11-ї армії ВПС і ППО                                                                     | Інтервенція Росії в Сирію                                         | 19 жовтня 2023 (32 роки)     |                                                             |                                                                                                  |
| 133 |                    | Хісамов Ельдар Едуардович            | майор                                           | (посада — не встановлена), 55-та окрема мотострілецька бригада |                                                                   | 19 жовтня 2023               |                                                             |                                                                                                  |
| 134 |                    | Бодачов Іван Миколайович             | майор                                           | (посада — не встановлена), (підрозділ — не встановлено) |                                                                   | 24 жовтня 2023               |                                                             | Нагороджений орденом Мужності (посмертно)                                                        |
| 135 |                    | Гамдуллаєв Салам                     | майор                                           | (посада — не встановлена), (підрозділ — не встановлено) |                                                                   | 2 листопада 2023 (44 роки)   |                                                             |                                                                                                  |
| 136 |                    | Донковцев Роман Володимирович        | майор                                           | командир взводу, (підрозділ — не встановлено) |                                                                   | 5 листопада 2023 (51 рік)    |                                                             |                                                                                                  |
| 137 |                    | Султанов Муслім                      | майор поліції                                   | (посада — не встановлена), (підрозділ — не встановлено) |                                                                   | 6 листопада 2023             | Херсонська область                                          | Нагороджений медаллю «Герой Салатавії» (посмертно)                                               |
| 138 |                    | Стерхов Сергій Васильович            | майор внутрішньої служби ФСВП Росії у відставці | (посада — не встановлена), (підрозділ — не встановлено) |                                                                   | 7 листопада 2023 (48 років)  |                                                             |                                                                                                  |
| 139 |                    | Катайкин Дмитро Олексійович          | майор юстиції                                   | співробітник 126-го військово-слідчого управління СК Росії |                                                                   | 9 листопада 2023             | Скадовськ, Херсонська область                               | Нагороджений орденом Мужності (посмертно)                                                        |
| 140 |                    | Примеров Олександр                   | майор внутрішньої служби у відставці            | доброволець, (підрозділ — не встановлено) |                                                                   | 9 листопада 2023 (45 років)  | Роботине                                                    |                                                                                                  |
| 141 |                    | Мірзаєв Магомед Рамазанович          | майор                                           | (посада — не встановлена), (підрозділ — не встановлено) |                                                                   | 26 листопада 2023 (42 роки)  |                                                             |                                                                                                  |
| 142 |                    | Джунусов Артур                       | майор поліції                                   | заступник начальника Новокаховського ОВД РФ |                                                                   | 28 листопада 2023 (33 роки)  | Ювілейне                                                    |                                                                                                  |
| 143 |                    | Бистрицький Сергій Миколайович       | майор внутрішньої служби                        | (посада — не встановлена), МНС «ДНР» | Війна на сході України                                            | 6 грудня 2023 (35 років)     | Донецьк                                                     |                                                                                                  |
| 144 |                    | Дидоренко Роман Сергійович           | майор                                           | (посада — не встановлена), (підрозділ — не встановлено) |                                                                   | 22 грудня 2023               |                                                             |                                                                                                  |
| 145 |                    | Замалієв Фаіль Фоатович              | майор                                           | (посада — не встановлена), 68-й армійський корпус |                                                                   | до 24 грудня 2023 (33 роки)  |                                                             | Нагороджений орденом Мужності (посмертно)                                                        |
| 146 |                    | Машкін Василь Петрович               | майор                                           | (посада — не встановлена), 123-тя окрема мотострілецька бригада |                                                                   | 24 грудня 2023 (63 роки)     |                                                             |                                                                                                  |
| 147 |                    | Лопашин Олексій Юрійович             | майор у відставці                               | (посада — не встановлена), (підрозділ — не встановлено) |                                                                   | 28 грудня 2023 (52 роки)     |                                                             |                                                                                                  |

## Герої Російської Федерації
| №  | Світлина / Емблема | Прізвище, ім'я, по батькові       | Звання             | Посада / підрозділ | Участь в інших війнах                                                                        | Дата загибелі                      | Місце загибелі                        | Примітки                                                                                            |
| 1  |                    | Пащенко Олексій Сергійович        | старший лейтенант  | заступник командира роти та інструктор з повітряно-десандної підготовки роти глибинної розвідки 138-ї окремої мотострілецької бригади                                   |                                                                                              | 8 січня 2023 (37 років)            | Дворічне                              | Нагороджений орденом Мужності (посмертно)                                                           |
| 2  |                    | Сафін Алмаз Мінігалієвич          | старшина           | розвідник-оператор роти 237-го десантно-штурмового полку 76-ї десантно-штурмової дивізії                                                                                | Інтервенція Росії в Сирію                                                                    | 14 січня 2023 (37 років)           | м. Кремінна, Луганська область        | |
| 3  |                    | Ахтирський Іван Геннадійович      | молодший сержант   | командир відділення 76-ї десантно-штурмової дивізії | Російсько-грузинська війна (2008) Інтервенція Росії в Сирію                                  | 15 січня 2023 (34 роки)            |                                       | Нагороджений трьома орденами Мужності та Георгіївським хрестом 2-го ступеня                         |
| 4  |                    | Лапшин Артур Володимирович        | прапорщик          | командир групи спеціального призначення 16-ї окремої гвардійської бригади спеціального призначення                                                                      | - Анексія Криму (2014) - Інтервенція Росії в Сирію                                           | 16 січня 2023 (33 роки)            |                                       | |
| 5  |                    | Ян Євген Олександрович            | старший лейтенант  | командир 3-ї мотострілецької роти мотострілецького батальйону 163-го танкового полку 150-ї мотострілецької дивізії                                                      |                                                                                              | 21 січня 2023 (28 років)           | Мар'їнка                              | Нагороджений орденом Мужності                                                                       |
| 6  |                    | Дементьєв Денис Геннадійович      | лейтенант          | командир парашутно-десантного взводу 104-го десантно-штурмового полку 76-ї десантно-штурмової дивізії                                                                   | Друга чеченська війна                                                                        | 4 лютого 2023 (41 рік)             | Кремінна                              | Нагороджений орденом Мужності                                                                       |
| 7  |                    | Машаровський Андрій Вікторович    | рядовий            | стрілець мотострілецького взовду мотострілецької роти мотострілецького батальйону 57-ї окремої мотострілецької бригади                                                  |                                                                                              | 5 лютого 2023 (36 років)           |                                       | |
| 8  |                    | Бічаєв Олександр Олегович         | старший лейтенант  | командир зенітно-ракетного взводу зенітно-ракетної батареї 2-го десантно-штурмового батальйону 237-го десантно-штурмового полку 76-ї десантно-штурмової дивізії         | - Анексія Криму (2014) - Інтервенція Росії в Сирію                                           | 15 лютого 2023 (34 роки)           | Кремінна                              | Нагороджений орденом Мужності                                                                       |
| 9  |                    | Гомбоєв Жаргал Баїрович           | капітан            | командир мотострілецького взводу 3-ї мотострілецької роти 1-го мотострілецького батальйону 37-ї окремої мотострілецької бригади                                         |                                                                                              | 15 лютого 2023 (47 років)          | поблизу м. Вугледар, Донецька область | |
| 10 |                    | Мальцев Олександр Вікторович      | сержант            | командир відділення розвідки штурмової роти 488-го мотострілецького полку                                                                                               | Друга чеченська війна                                                                        | 13 березня 2023 (47 років)         | м. Кремінна, Луганська область        | псевдо «Кубань»                                                                                     |
| 11 |                    | Петров Микола Олексійович         | старший лейтенант  | командир 2-го мотострілецького взводу 136-ї окремої мотострілецької бригади                                                                                             |                                                                                              | 15 березня 2023 (23 роки)          | Авдіївка                              | Нагороджений орденом Мужності                                                                       |
| 12 |                    | Рожков Богдан Ігорович            | капітан            | командир штурмового загону 25-ї окремої мотострілецької бригади |                                                                                              | 15 березня 2023 (28 років)         |                                       | Нагороджений орденом Мужності                                                                       |
| 13 |                    | Кондратенко Микола Андрійович     | прапорщик          | заступник командира групи спецпризначення 24-ї окремої бригади спецпризначення                                                                                          | - Збройний конфлікт на Північному Кавказі - Інтервенція Росії в Сирію                        | 31 березня 2023 (34 роки)          |                                       | Посмертно нагороджений орденом Мужності                                                             |
| 14 |                    | Мельников Сергій Сергійович       | рядовий            | розвідник-навідник розвідувального взводу 1-го парашутно-десантного батальйону 137-го парашутно-десантного полку                                                        |                                                                                              | 17 травня 2023 (41 рік)            | Васюківка                             | |
| 15 |                    | Астаф'єв Дмитро Володимирович     | капітан            | командир мотострілецької роти 200-ї окремої мотострілецької бригади | Інтервенція Росії в Сирію                                                                    | 20 травня 2023 (32 роки)           |                                       | Нагороджений орденом Мужності                                                                       |
| 16 |                    | Суханов Ігор Анатолійович         | лейтенант          | командир розвідувальної групи 2-ї окремої бригади спецпризначення |                                                                                              | 4 червня 2023 (32 роки)            |                                       | Нагороджений трьома орденами Мужності                                                               |
| 17 |                    | Воробйов Роман Олександрович      | капітан            | командир 1-ї штурмової роти батальйону «Сомалі» | - Анексія Криму (2014) - Війна на сході України                                              | 5 червня 2023 (26 років)           | с. Водяне                             | Нагороджений орденом Мужності та званням «Герой Донецької Народної Республіки»                      |
| 18 |                    | Блінов Роман Андрійович           | старший лейтенант  | заступник командира мотострілецької роти з військово-політичної роботи 60-ї окремої мотострілецької бригади                                                             | - Друга російсько-чеченська війна - Російсько-грузинська війна (2008)                        | 5 червня 2023 (37 років)           | Нескучне                              | |
| 19 |                    | Апухтін Олександр Леонідович      | рядовий            | стрілець-помічник гранатометника мотострілецького відділення мотострілецького батальйону 70-го мотострілецького полку                                                   |                                                                                              | 8 червня 2023 (49 років)           | Роботине                              | |
| 20 |                    | Федяєв Іван Андрійович            | рядовий            | механік-водій БМП мотострілецького взводу мотострілецької роти мотострілецького батальйону 70-го мотострілецького полку                                                 |                                                                                              | 13 червня 2023 (25 років)          | Запорізька область                    | |
| 21 |                    | Хонахбеєв Сергій Валерійович      | рядовий            | навідник та заступник командира БМП 70-го мотострілецького полку |                                                                                              | 14 червня 2023 (43 роки)           | Запорізька область                    | |
| 22 |                    | Груздєв Євген Петрович            | старший лейтенант  | командир мотострілецької роти 70-го мотострілецького полку |                                                                                              | 27 червня 2023 (30 років)          | Запорізька область                    | Нагороджений трьома орденами Мужності                                                               |
| 23 |                    | Єпіфанов Вадим Володимирович      | капітан            | командир розвідувальної роти, 162-ї окремого розвідувального батальйону, 7-ї гвардійської десантно-штурмової дивізії (гірської)                                         |                                                                                              | 7 липня 2023 (27 років)            |                                       | Нагороджений двома орденами Мужності                                                                |
| 24 |                    | Мосін Андрій Юрійович             | молодший лейтенант | командир взводу снайперів 217-го парашутно-десантного полку | - Анексія Криму (2014) - Інтервенція Росії в Сирію                                           | 12 липня 2023 (39 років)           |                                       | Нагороджений двома орденами Мужності та Георгіївським хрестом 4-го ступеня                          |
| 25 |                    | Єрьоменко Анатолій Михайлович     | старший прапорщик  | командир розвідгрупи, 16-та окрема бригада спеціального призначення | - Війна в Афганістані (1979—1989) - Друга чеченська війна - Анексія Криму (2014)             | 31 липня 2023 (58 років)           |                                       | Нагороджений орденом Червоної Зірки                                                                 |
| 26 |                    | Бердиєв Азамат Фаїлович           | лейтенант          | командир десантно-штурмового взводу 56-го десантно-штурмового полку |                                                                                              | 1 серпня 2023 (27 років)           |                                       | Нагороджений орденом Мужності                                                                       |
| 27 |                    | Семенок Артем Сергійович          | старший лейтенант  | командир парашутно-десантної роти 56-го десантно-штурмового полку |                                                                                              | 6 серпня 2023 (29 років)           | Запорізька область                    | Нагороджений орденом Мужності                                                                       |
| 28 |                    | Половинка Валерій Валерійович     | сержант            | командир групи спецназу та оператор БПЛА «Ланцет» 45-ї окремої бригади спеціального призначення                                                                         | - Інтервенція Росії в Сирію - Операція ОДКБ в Казахстані                                     | 12 серпня 2023 (28 років)          |                                       | Нагороджений орденом Мужності                                                                       |
| 29 |                    | Пригожин Євген Вікторович         |                    | співзасновник і один з керівників ПВК «Вагнер» |                                                                                              | 23 серпня 2023 (62 роки)           | с. Куженкіно, Тверська область, Росія | Нагороджений двома орденами Мужності та званнями «Герой ДНР» і «Герой ЛНР» Загинув в авіакатастрофі |
| 30 |                    | Карпенко Євген Васильович         | єфрейтор           | командир відділення взводу військової розвідки 3-ї окремої бригади спецпризначення                                                                                      |                                                                                              | 27 серпня 2023 (43 роки)           |                                       | |
| 31 |                    | Дарченко Дмитро Григорович        | прапорщик          | командир взводу (ремонтного та евакуації техніки) ремонтної роти 237-го десантно-штурмового полку                                                                       |                                                                                              | 29 серпня 2023 (22 роки)           | Роботине                              | Нагороджений орденом Мужності                                                                       |
| 32 |                    | Фадін Євген Владиславович         | прапорщик          | (посада — не встановлена), (підрозділ — не встановлено) | Інтервенція Росії в Сирію                                                                    | 8 вересня 2023                     |                                       | |
| 33 |                    | Єгоров Дмитро Миколайович         | рядовий            | стрілець стрілецького відділення стрілецького батальйону 155-ї окремої бригади морської піхоти                                                                          |                                                                                              | 9 вересня 2023 (48 років)          | Новомайорське                         | |
| 34 |                    | Большаков Станіслав Володимирович | сержант            | заступник командира взводу парашутно-десантної роти 217-го парашутно-десантного полку                                                                                   | - Анексія Криму (2014) - Інтервенція Росії в Сирію                                           | 19 вересня 2023 (37 років)         | Донецька область                      | |
| 35 |                    | Слугін Григорій Олександрович     | капітан            | начальник штабу і заступник командира десантно-штурмового батальйону 237-го гвардійського десантно-штурмового полку 76-ї гвардійської десантно-штурмової дивізії        |                                                                                              | 26 вересня 2023 (28 років)         | с. Вербове (Пологівський район)       | Нагороджений двома орденами Мужності                                                                |
| 36 |                    | Худайнатов Фархад Чарімович       | прапорщик          | заступник командира групи спецпризначення 22-ї окремої бригади спеціального призначення                                                                                 | - Збройний конфлікт на Північному Кавказі - Анексія Криму (2014) - Інтервенція Росії в Сирію | 29 вересня 2023 (37 років)         | Новопрокопівка                        | Нагороджений двома орденами Мужності та Георгіївським хрестом 4-го ступеня                          |
| 37 |                    | Матлахов Олександр Родіонович     | капітан            | заступник командира роти та інструктор з повітряно-десантної підготовки роти спецпризначення 175-го окремого розвідувального батальйону 76-ї десантно-штурмової дивізії |                                                                                              | 2 жовтня 2023 (28 років)           | Роботине                              | Нагороджений двома орденами Мужності                                                                |
| 38 |                    | Пономаренко Артем Олександрович   | молодший лейтенант | командир 2-ї мотострілецької роти мотострілецького батальйону 15-ї окремої мотострілецької бригади                                                                      | - Анексія Криму (2014) - Інтервенція Росії в Сирію                                           | 11 жовтня 2023 (30 років)          |                                       | Нагороджений орденом Мужності                                                                       |
| 39 |                    | Васильєв Михайло Геннадійович     | старший лейтенант  | командир 3-ї десантно-штурмової роти 2-го десантно-штурмового батальйону 177-го окремого полку морської піхоти Каспійської флотилії                                     |                                                                                              | 26 жовтня 2023 (25 років)          | Кринки                                | Нагороджений трьома орденами Мужності                                                               |
| 40 |                    | Рябцев Андрій Володимирович       | лейтенант          | командир мотострілецької роти штурмового загону 15-ї окремої мотострілецької бригади                                                                                    |                                                                                              | 28 жовтня 2023 (24 роки)           | Авдіївка                              | Нагороджений орденом Мужності                                                                       |
| 41 |                    | Грінін Сергій Анатолійович        | старшина           | заступник командира групи спецпризначення 3-ї окремої бригади спецпризначення                                                                                           | - Збройний конфлікт на Північному Кавказі - Анексія Криму (2014) - Інтервенція Росії в Сирію | 29 жовтня 2023 (37 років)          | Авдіївка                              | Нагороджений двома орденами Мужності                                                                |
| 42 |                    | Мєчтанов Микита Григорович        | єфрейтор           | оператор дронів-камікадзе, (підрозділ — не встановлено) |                                                                                              | 30 жовтня 2023 (32-33 роки)        | Кринки                                | |
| 43 |                    | Пастухов В'ячеслав Олександрович  | єфрейтор           | оператор дронів-камікадзе, (підрозділ — не встановлено) |                                                                                              | 30 жовтня 2023 (24 роки)           | Кринки                                | |
| 44 |                    | Макаров Владислав В'ячеславович   | старший лейтенант  | начальник відділення бойового управління і заступник командира радіотехнічної батареї зенітно-ракетного дивізіону С-400 1488-го зенітно-ракетного полку 2-ї дивізії ППО |                                                                                              | 3 листопада 2023 (27 років)        | Бердянськ                             | |
| 45 |                    | Фролов Олександр Олексійович      | капітан            | командир радіотехнічної батареї зенітного ракетного дивізіону | Інтервенція Росії в Сирію                                                                    | 3 листопада 2023 (27 або 28 років) | Новоселівка                           | |
| 46 |                    | Волосков Андрій Олексійович       | лейтенант          | командир десантно-штурмового взводу 299-го парашутно-десантного полку 98-ї повітрянодесантної дивізії                                                                   |                                                                                              | 4 листопада 2023 (23 роки)         |                                       | |
| 47 |                    | Звєрєв Артем В'ячеславович        | єфрейтор           | розвідник взводу роти глибинної розвідки 7-го окремого розвідувального батальйону 47-ї танкової дивізії                                                                 |                                                                                              | 15 листопада 2023 (24 роки)        | Іванівка, Куп'янський район           | |
| 48 |                    | Назаров Сергій Сергійович         | капітан            | заступник командира мотострілецького батальйону з політичної частини 15-ї окремої мотострілецької бригади                                                               | Російсько-грузинська війна (2008)                                                            | 4 грудня 2023 (40 років)           |                                       | |
| 49 |                    | Федулов Дмитро Вікторович         | лейтенант          | командир групи спецпризначення загону спецпризначення 16-ї окремої бригади спецпризначення                                                                              |                                                                                              | 5 грудня 2023 (24 роки)            | Вільшана                              | Нагороджений орденом Мужності                                                                       |
| 50 |                    | Ванєєв Сергій В'ячеславович       | рядовий            | службовець 200-ї окремої мотострілецької бригади |                                                                                              | 6 грудня 2023 (21 рік)             |                                       | |